# Nathalie Bodin
Nathalie Bodin est une bédéiste française née en 1973 à Angers.

## Biographie
Native d'Angers, Nathalie Bodin étudie à l'École régionale des beaux-arts d'Angers. En 1996, elle participe à la création de l’association-atelier angevin La Boîte qui fait Beuh avec Yoann, Eric Omond, Boris Beuzelin, Olivier Supiot et Marie Lombard. De sa collaboration avec Eric Omond au scénario, naît l'album Gus le menteur aux Éditions Delcourt, puis, elle scénarise et dessine Ourachima le brave (Delcourt) et Au Ritz des Fritz (La Boîte à bulles). Elle participe également à des collectifs BD.

## Œuvres

### Bandes dessinées
- Au Ritz des Fritz, La Boîte à bulles, 2015[2],[3]
- Ourachima le brave, Delcourt, coll. « Jeunesse », 2002[4]
- Gus le menteur, avec Éric Omond (scénario), Delcourt, coll. « Jeunesse », 1999

### Participation à des collectifs BD
- Chansons en Bandes Dessinées, Petit à petit.

Chansons de Jacques Brel en bandes dessinées
Chansons de Barbara en bandes dessinées
- Baudelaire,  Petit à petit.
- La Fontaine aux fables, volume 2, Delcourt.
- Contes arabes, Petit à petit.
- Histoire(s) de l'Art en BD, Petit à petit.
- Ma BD à musées.
- Histoire incroyable du timbre en BD, Petit à petit.
- Angers en bande dessinée, tome 1,  Petit à petit.
- Guide des châteaux de la Loire en BD, Petit à petit.
- Guide de Nantes en bandes dessinées, Petit à petit.
- Angers en bande dessinée, tome 2,  Petit à petit.

## Distinctions
- Prix Nouvelle République pour Ourachima le Brave aux Editions Delcourt en 2003[6]
- Prix BD de l'Aube - Prix Tibet pour Ourachima le Brave aux Editions Delcourt en 2003.